# Le Sexe faible (pièce de théâtre)
Pour les articles homonymes, voir Le Sexe faible.
Le Sexe faible est une pièce de théâtre d'Édouard Bourdet.

## Argument
Dans le Paris des années 1930, une bourgeoise désargentée encourage ses fils à épouser des femmes riches.

## Mises en scène

### Théâtre de la Michodière,1929
Personnages
- Antoine : Victor Boucher
- Jimmy : Pierre Brasseur
- Philippe : Fernand Fabre
- Manuel : Philippe Hériat
- Jules : Robert Tourneur
- Christina : Suzanne Dantès
- Dorothy : Christiane Delyne
- Nicole : Janine Merrey
- la Comtesse : Marguerite Moreno

### Théâtre de la Madeleine,1947
Première représentation le 4 septembre 1947 au Théâtre de la Madeleine.
Personnages
- Antoine : Alfred Adam
- Christina : Jacqueline Porel
- Dorothy : Christiane Delyne
- Nicole : Denise Provence
- la Comtesse : Marguerite Pierry

### Comédie-Française,1957
Entrée au répertoire de la Comédie-Française le 12 octobre 1957.
- Mise en scène : Jean Meyer
- Décors : Suzanne Lalique

Personnages
- Isabelle : Gabrielle Dorziat
- Antoine : Jacques Charon
- la Comtesse : Denise Gence
- Jimmy : Jean Piat
- Lili : Micheline Boudet
- Philippe : Georges Descrières
- Manuel : François Chaumette
- Carlos : Robert Hirsch
- Dorothy : Denise Noël
- Christina : Marie Sabouret
- Clarisse : Line Noro
- Jules : Jean-Claude Arnaud
- Nicole : Michèle Grellier

### Théâtre Marigny,1974
La pièce fut diffusée le 2 novembre 1974 dans le cadre de l'émission Au théâtre ce soir
- Mise en scène : Jacques Charon
- Décors : Roger Harth
- Costumes : Donald Cardwell
- Musique : Fred Kiriloff

Personnages
- Antoine : Jacques Charon
- la Comtesse : Denise Gence
- Nicole : Sabine Azéma
- Isabelle : Lise Delamare
- Jimmy : François Duval
- Christina : Myriam Colombi
- Carlos : Bernard Tiphaine
- Philippe : Jacques Buron
- Clarisse : Édith Perret
- Manuel : Yvan Varco
- Lili : Nathalie Piel
- Dorothy : Colette Teissèdre
- Jules : Édouard Sanderson

### Théâtre Hébertot,1985
- Mise en scène : Jean-Laurent Cochet
- Décors : Jacques Marillier
- Costumes : Jacques Marillier

Personnages
- Antoine : Jean-Laurent Cochet
- Isabelle : Patachou
- Jimmy : Patrick Rollin
- Dorothy : Jeane Manson
- Philippe : Philippe Étesse
- Christina : Michèle André
- Carlos : Michel Creton
- Manuel : Alain Hitier
- la Comtesse : Odile Mallet
- Clarisse : Liliane Sorval
- Nicole : Chantal Blaumel
- Lili : Catherine Griffoni
- Jules : Bruno Scolca
- un chasseur : Djamel Guesmi
- une femme de chambre : Denise Pezzani

## Éditions
- Stock, Delamain et Boutelleau, 1931 (BNF 31855853)
- Le Monde illustré théâtral et littéraire, no 1, 17 mai 1947
- Collection des quatre-vents, L'Avant-Scène théâtre, 2004  (ISBN 2907468871 et 9782907468879)

## Adaptations
- Une adaptation cinématographique de la pièce a été réalisée par Robert Siodmak en 1933 : Le Sexe faible. Le scénario et les dialogues sont signés Édouard Bourdet[5].
- En 1984, Lazare Iglesis réalise pour TF1 une captation de la mise en scène de Roger Hanin[6], interprétée notamment par Bernard Haller et Claude Gensac.